# ANA Wings
ANA Wings K.K. (japanisch ANAウイングス株式会社, ANA Uingusu Kabushiki-gaisha) ist eine japanische Regionalfluggesellschaft mit Sitz in Ōta und ein Tochterunternehmen der ANA Holdings.

## Geschichte
ANA Wings entstand am 1. Oktober 2010, als All Nippon Airways drei ihrer bisherigen Regionalflug-Tochtergesellschaften – Air Next, Air Central und Air Nippon Network – zu einem einzelnen neuen Unternehmen fusionierte.

## Flugziele
ANA Wings betreibt als Teil des Netzwerks ihrer Muttergesellschaft von ihren Drehkreuzen aus zahlreiche Regional- und Zubringerflüge innerhalb Japans.

## Flotte

### Aktuelle Flotte
Mit Stand Juli 2024 besteht die Flotte der ANA Wings aus 63 Flugzeugen mit einem Durchschnittsalter von 13,1 Jahren:
| Flugzeugtyp            | Anzahl | bestellt | Anmerkungen          | Sitzplätze (Business/Eco) | Durchschnittsalter |
| ---------------------- | ------ | -------- | -------------------- | ------------------------- | ------------------ |
| Boeing 737-800         | 39     |          | eine inaktiv         | 166 (8/158) 167 (8/159)   | 11,6 Jahre         |
| De Havilland DHC-8-400 | 24     | 07       | Auslieferung ab 2025 | 74 (–/74)                 | 15,7 Jahre         |
| Gesamt                 | 63     | 07       |                      |                           | 13,1 Jahre         |

### Ehemalige Flugzeugtypen
In der Vergangenheit setzte ANA Wings bereits folgenden Flugzeugtypen ein:
- Boeing 737-500/-700
- De Havilland DHC-8-300